# Tortella walkeri
Tortella walkeri är en bladmossart som beskrevs av Richard Henry Zander 1993. Tortella walkeri ingår i släktet kalkmossor, och familjen Pottiaceae. Inga underarter finns listade i Catalogue of Life.